# Arubai labdarúgó-bajnokság (első osztály)
A Campeonato AVB Aruba Bank az arubai labdarúgó-bajnokságok legfelsőbb osztályának elnevezése. 1960-ban alapították és 10 csapat részvételével zajlik. A bajnok a CONCACAF-bajnokok ligájában indulhat.

## A 2011–2012-es bajnokság résztvevői
- SV Britannia (Piedra Plat)
- SV Bubali (Noord)
- SV Dakota (Oranjestad/Dakota)
- SV Deportivo Nacional (Palm Beach)
- SV Estrella (Santa Cruz)
- SV Independiente Caravel (Angochi)
- SV Juventud Tanki Leendert (Tanki Lender)
- SV La Fama (Savaneta)
- SV Racing Club Aruba (Oranjestad)
- SV Riverplate (Oranjestad)

## Az eddigi bajnokok
| - 1960 : SV Racing Club Aruba - 1961 : SV Dakota - 1962 : SV Dakota - 1963 : SV Dakota - 1964 : SV Racing Club Aruba - 1965 : SV Dakota - 1966 : SV Dakota - 1967 : SV Racing Club Aruba - 1968 : SV Estrella - 1969 : SV Dakota - 1970 : SV Dakota - 1971 : SV Dakota - 1972 : nem volt bajnokság - 1973 : SV Estrella - 1974 : SV Dakota - 1975 : SV Bubali - 1976 : SV Dakota - 1977 : SV Estrella - 1978 : SV Racing Club Aruba - 1979 : SV Racing Club Aruba - 1980 : SV Dakota - 1981 : SV Dakota - 1982 : SV Dakota - 1983 : SV Dakota - 1984 : SV San Luis Deportivo - 1985 : SV Estrella - 1986 : SV Racing Club Aruba | - 1987 : SV Racing Club Aruba - 1988 : SV Estrella - 1989 : SV Estrella - 1990 : SV Estrella - 1991 : SV Racing Club Aruba - 1992 : SV Estrella - 1993 : SV Riverplate - 1994 : SV Racing Club Aruba - 1995 : SV Dakota - 1996 : SV Estrella - 1997 : SV Riverplate - 1998 : SV Estrella - 1999 : SV Estrella - 2000 : SV Deportivo Nacional - 2001 : SV Deportivo Nacional - 2002 : SV Racing Club Aruba - 2003-04 : SV Deportivo Nacional - 2004 : nem volt bajnokság - 2004-05 : SV Britannia - 2005-06 : SV Estrella - 2006-07 : SV Deportivo Nacional - 2007-08 : SV Racing Club Aruba - 2008-09 : SV Britannia - 2009-10 : SV Britannia - 2010-11 : SV Racing Club Aruba - 2011-12 : SV Racing Club Aruba |

## Bajnoki címek eloszlása
| Klub                  | Város             | Bajnoki címek | Utolsó |
| --------------------- | ----------------- | ------------- | ------ |
| SV Dakota             | Oranjestad/Dakota | 15            | 1995   |
| SV Racing Club Aruba  | Oranjestad/Solito | 13            | 2012   |
| SV Estrella           | Santa Cruz        | 12            | 2006   |
| SV Deportivo Nacional | Noord             | 4             | 2007   |
| SV Britannia          | Paradera          | 3             | 2010   |
| SV Riverplate         | Oranjestad/Madiki | 2             | 1997   |
| SV Bubali             | Noord             | 1             | 1975   |
| SV San Luis Deportivo | Savaneta          | 1             | 1984   |

## Külső hivatkozások
- Adatok, információg a FIFA honlapján Archiválva 2012. november 12-i dátummal a Wayback Machine-ben